# ドルニエDo335
ドルニエDo335
Do335A Pfeil
- 分類：戦闘爆撃機
- 製造者：ドルニエ社
- 運用者： ドイツ国（ドイツ空軍）
- 初飛行：1943年10月
- 生産数：38機（試作機:14機 戦闘爆撃機型(A-0、10機・A-1、11機・A-6、3機) 夜間戦闘機型:不明。A-6の改造あり、3機程度。）
- 運用開始：1944年

Do 335プファイルは、第二次世界大戦中、ドイツのドルニエ社により製造された戦闘爆撃機である。

## 概要
2基のエンジンをコクピットを挟んで前後に配置する、双発串型という特殊なエンジンレイアウトを採用している。垂直尾翼は上下に1枚ずつあって、下の物にはダンパー付きのスキッドが装着され接地対策がされていた。その特殊なレイアウトゆえに「プファイル」（Pfeil＝矢）の愛称を与えられ、また一部では「アマイゼンベア」（Ameisenbär＝オオアリクイ）とも呼ばれた。
レシプロエンジン機としては最速の部類に入る最高速度770km/hを誇る。脱出時にはパイロットが後部プロペラに巻き込まれる事故を防ぐため、垂直尾翼と後部プロペラを爆砕し圧縮空気式の射出座席でパイロットを脱出させる。なお前後いずれかのエンジン停止時でも飛行は可能。試験飛行の記録によれば、速度・加速・旋回の性能が高く、双発機にしては信じられないほど運動性が良かったと伝えられている。

## 開発史
ドルニエ社はエンジン串型配列機の特許を1937年に得て、この形式による実験機を作成しデータの収集に努めていた。その後、1942年にドイツ航空省が出した時速800km/hを出す単座の爆撃機の仕様に対して、ドルニエ社はこの形式を採用した機体での設計案で応募する。ドルニエ社の設計案は採用されて、Do335の制式名称で開発が開始された。
設計開始間もなく仕様が爆撃機から多用途重戦闘機に変更されたが、機体の基本設計に変わりはなかった。試作1号機は1943年10月26日に初飛行に成功し、速度性能は要求値に遠く及ばなかった(600km/h)ものの、運動性、安定性に優れた機体であることを証明した。
翌年には最重要量産機指定を受け、空軍からは原型機14機、先行量産型10機、戦闘機型11機、複座型3機の発注を受けた。だが1944年3月、連合国による大規模な爆撃によって生産していたマイツェル工場が壊滅してしまう。9月にようやく数機が完成し、試験飛行団335で実用テストが開始されたがその後も生産は進まず、終戦までに完成したのは35機のみである。なお実戦参加記録はないが、終戦間際の1945年4月にイギリス空軍の第122飛行団第3飛行隊が、飛行している当機を目撃したと報告している。

## 構造
ドイツ軍の要求仕様は、制空権のない状況下で高速侵入し爆撃できる双発機であった。数値は500kgの爆装で800km/hというものである。Do 335はこれを踏まえて設計された。
本機は機首と胴体中央後方にエンジンを搭載する串型配置である。
機首に環状冷却器を配し、その後ろに液冷DB603エンジンを持つ。外形からは空冷のようにも見えるがこれは環状冷却器のカウリングである。エンジンは最大出力1750馬力のDB603A（後に1800馬力のDB603Eに換装）を用い、燃料にはB4またはハイオクタン燃料C3を用いた。
胴体中央後方にDB603エンジンが配置されている。このエンジンから延長軸で機尾のプロペラを回転させる。延長軸は共振振動による破断を防止するために何箇所かで分割、歯車型軸継手によって接合している。歯車の面が少し曲面化されており、ユニバーサルジョイントのようなフレキシブルさを持っている。これをゴムで覆い、防塵した。さらに機体後部は頑丈なトーションボックス構造になっている。ねじれにつよく振動しにくい。エンジン下部に空気取り入れ口を設け、この内部に冷却器を配置している。
本機の形状は胴体内に二基のエンジンを内蔵するため、ロール時には回転軸線上にエンジン質量が存在する。これに比べて通常の双発機は主翼上にエンジン二基を配置するため、回転軸線から離れた位置にエンジン質量が存在する。したがって通常形式では物体を移動させるための初期動作に力が大きくかかり、また動作を終えて停まる時にも慣性がついているため停まりにくい。このためDo 335は通常の双発機と比べればロールレート（横転率）性能が高い。一方、機首起こし、機首下げに際しては機の重心を中心軸として回転する。したがってこの中心軸に近い位置に質量が配分されていたほうが挙動が速い。Do 335は機首と胴体中央後ろ寄りにエンジン質量があり、通常の双発機と比べ中心軸より遠い配置になる。よって一長一短という事になるが、実際の結果としては上述の通り、双発機としては運動性が高いと評されている。
Do 335は胴体内に全てのエンジンが搭載されている分、外部に二つのカウリング、エンジンナセルを持つ通常の双発形式よりも空力、摩擦抵抗に優れ、加速や速度性能も優れる。機首と機尾でエンジンの回転方向が異なるためにトルクを打ち消し合って静的状態を作り出している。したがって全力運転を行う際にもトルクによる偏向がない。また通常の双発機と異なり、エンジンが一基停止状態でも推力の偏向が起こらず、後部エンジンのみで560km/hで軽快に飛行した。
モーターカノンとして30mm機関砲MK103Mを装備している。これは機首エンジンに機関砲を固定装備し、砲身をプロペラの回転軸の中に通すという配置である。プロペラ圏内に大口径砲弾を通す危険を避け、機体の中心線に近い位置から発砲するため、反動による機体のぶれが少ない。機首上部に20mm機関砲MG151/20 2門を装備している。
主翼前縁に13度の後退角を持ち、後縁は直線翼に近い。上反角は6度である。主脚は引きこみ式であり内方へ向かって折り畳まれる。翼左右に増設のラックをとりつけ、容量300リットルの増槽または250kg爆弾を搭載できた。
後尾にプロペラを持つため、本機は前輪式で、前脚は後方折り畳み式である。胴体下部には爆弾倉が設けられている。
照準機はRevi 16D反射式照準器である。ほかに、敵味方識別装置FuG 25a、着陸誘導装置FuG 125を備え、火災が起きた時にはセンサーが熱を感知して炭酸ガス消火装置を作動させた。
機尾に垂直尾翼とプロペラがあるため、射出座席は必須の装備であった。
脱出にあたっては、垂直尾翼に衝突して骨折するなどの負傷を避けるため、プロペラと垂直尾翼は爆発ボルトを作動させて投棄する。次にキャノピー頂部左右のロックを解除し、投棄レバーを引いてキャノピーを投棄。最後に圧縮空気で座席を射出した（射出座席背部に射出用ピストンを装備）。
射出された座席は自動的に姿勢安定用のパラシュートを開く。乗員はベルトを外した後、座席から離れ、自分の装備するパラシュートで降下した。

## スペック(Do 335 A-0)
- 乗員：1名
- 全長：13.85 m
- 全幅：13.80 m
- 全高：5 m
- 翼面積：38.5 m2
- 空虚重量：7,400 kg
- 最大離陸重量: 9,600 kg
- エンジン：ダイムラー・ベンツDB 603A 液冷倒立V型12気筒 × 2　1750馬力
- 航続距離　2,150 km

### 速度
- 最高速度：763 km/h (6,400m)
- 実用上昇限度：11,400 m

### 武装
- 30mmMK 103 機関砲 × 1
- 20mmMG 151 機関砲 × 2
- 爆弾 1,000 kg

## 機体バリエーション
Do335V
プロトタイプ。製造順にVの後に番号が付く。
Do335A-0
戦闘爆撃機型の先行量産タイプ。
Do335A-1
エンジンを強化した戦闘機型。
Do335A-4
偵察機型。最高速度780km/h。
Do335A-6
複座の夜間・全天候戦闘機型。
Do335A-12
複座の練習戦闘爆撃機型、2機完成プロトタイプv12より発達。（なお、原則としてAシリーズが戦闘爆撃機Bシリーズが重戦闘機{駆逐機}として開発された)
Do335B
駆逐機型。両翼に各1門追加装備された大型フェアリング付きの30mm機関砲、強化された前脚や大型化された前輪、新型のキャノピー、そして胴体下部に収められた増加燃料タンクなど、追加装備を施した重戦闘機型。
Do335B-6
計画のみ。複座夜戦型。FuG220ネプツーン・レーダーを搭載し、エンジンに消焔ダンパーが付いた。当初P252として計画開発した。
Do-P256
計画のみ。ジェットエンジン装備の夜戦型。串型双発のエンジンをやめ、Do335の両翼下にHeS011ターボジェットエンジンを2基搭載した。また胴体中央部にさらに新たなコクピットが設けられ乗員（機関士・銃手）は後ろ向きに搭乗している、長距離戦闘機として計画され極めて大型の燃料槽をもっていた。30mm機関砲4門を装備し、最高速度は882km/hを予定。
Do435
計画のみ。レシプロジェット混合の複座夜戦型。後部エンジンをHe011ターボジェットエンジンに換装。30mm機関砲3門と20mm機関砲2門を装備し、最高速度は865km/hを予定。

Do635(Ju635)
計画のみ。長距離偵察型。本機を主翼で2機結合した双胴機。最高速度720km/h、航続距離7450kmを予定。